# Sandman Universe
Sandman Universe è una linea editoriale ideata da Neil Gaiman per il marchio Vertigo dalla casa editrice statunitense DC Comics. Il nome prende spunto dalla serie regolare Sandman, pubblicata tra fine anni Ottanta e metà anni Novanta, opera che ha dato a Gaiman notorietà e riconoscimenti in ambito fumettistico e ha contribuito al lancio, nel 1993, del marchio Vertigo, voluto dall'editor Karen Berger. Dopo la pubblicazione di vari spin off e una miniserie prequel del 2013, la DC e l'autore britannico sono decisi a dare spazio ad una linea editoriale che raccolga sotto un unico banner l'eredità formata dal multiforme universo narrativo, i suoi variegati personaggi e la vasta mitologia scaturita da quell'opera seminale per la storia del fumetto e della DC Comics. Il primo albo ad essere pubblicato è stato The Sandman Universe n.1, distribuito l'8 agosto 2018. Si tratta di un numero introduttivo, a cui partecipa lo stesso Gaiman, e che serve da preludio al lancio di 4 serie regolari mensili, le prime che andranno a delineare il contesto e la direzione narrativa del Sandman Universe.
In seguito alla chiusura dello storico marchio Vertigo nel 2019, i titoli del Sandman Universe sono distribuiti da DC Black Label a partire dall'ottobre 2019.

## Storia editoriale

### Contesto e ideazione (2018-2019)
Il Sandman Universe nasce come linea editoriale dell'etichetta Vertigo, fondata da Karen Berger nel 1993. La sua fondatrice viene però dismessa dal suo ruolo di editor nel 2012 dopo quasi vent'anni di successi sia di pubblico che di critica. Inoltre è suo il merito di aver portato lo scrittore britannico Neil Gaiman sotto l'egida della DC e aver supervisionato il lancio della serie Sandman, pietra angolare della Vertigo e del Sandman Universe. Nel 2009 vi è però l'insediamento del nuovo presidente della DC Entertainment Diane Nelson che comincia una ristrutturazione dei vertici creativi e dirigenziali della casa editrice. Tra questi acquista un ruolo prominente Geoff Johns, divenuto massimo responsabile creativo della DC Comics (coadiuvato da Jim Lee e Dan DiDio) e produttore/co-sceneggiatore nonché responsabile creativo degli adattamenti cinematografici dei fumetti DC realizzati per la Warner Bros., appartenente al gruppo Time Warner di cui la DC Comics fa parte. In questo contesto viene anche cambiata il responsabile editoriale della Vertigo e il ruolo di Editor-in-capo (o Editor-in-chief in originale) è affidato a Shelly Bond. Cambiano radicalmente anche le priorità editoriali dell'intero parco testate e per volere del duo Nelson-Johns alcuni dei personaggi storici pubblicati per la Vertigo sin dal suo esordio vengono trasferiti all'interno del DC Universe in modo che facciano parte del rilancio denominato The New 52. Si tratta di un reboot dell'universo DC che coinvolge tutti i suoi titoli supereroistici e mainstream. Tra questi rientrano anche serie Vertigo pubblicate da questo imprint dal 1993 e che ne sono stati dei landmarks e ne hanno segnato il successo. Vi sono infatti personaggi quali Swamp Thing, John Constantine (pubblicato sulla storica serie Hellblazer), Shade, the Changing Man, Animal Man, il gruppo Doom Patrol e altri. Durante il periodo di gestione di Shelly Bond si assiste quindi ad un progressivo declino dei contenuti e dell'interesse dei lettori per le pubblicazioni Vertigo. La situazione non cambia dopo il suo allontanamento nel 2016. L'ultima storica serie di successo dell'imprint è Fables di Bill Willingham che però chiude con il n.150 nel 2015, si tratta tra l'altro di un titolo lanciato sotto la gestione Berger. L'altra serie di punta della Vertigo è Astro City di Kurt Busiek che chiude il suo corso come serie regolare con la distribuzione del n. 52 il 18 aprile 2018. Anche questa non è una serie nata nel periodo post-Berger ma viene creata a fine anni novanta e poi pubblicata per la Homage Comics facente parte dei Wildstorm Studios di Jim Lee, acquisiti dalla DC nel 1998. Tra il maggio e il luglio del 2018 la Vertigo si ritrova a pubblicare solo due serie regolari quali Deathbed di Joshua Williamson e Motherlands di Si Spurrier. Siamo ai minimi storici per un'etichetta che ha fatto parte della storia editoriale degli ultimi decenni, anche se il suo apice è stato nella seconda metà degli anni novanta quando poteva vantare autori quali Grant Morrison (su The Invisibles), Garth Ennis (su Preacher), Warren Ellis (su Transmetropolitan) e Brian Azzarello (su 100 Bullets). Vi è quindi la necessità di un rilancio e questo parte coinvolgendo uno dei suoi autori più rappresentativi ovvero Neil Gaiman che si dice entusiasta di riportare in auge alcune delle sue creazioni e rivitalizzare i personaggi e la mitologia scaturita dalla sua serie seminale Sandman. Nasce così il progetto editoriale denominato Sandman Universe. A livello redazionale il ruolo di supervisore è affidato a Mark Doyle, nuovo Executive Editor della Vertigo a partire dal 2017. Per lui si tratta di un ritorno in quanto era stato collaboratore di Karen Berger e adesso si ritrova ad essere responsabile per il rilancio dello storica etichetta della DC indirizzata ad dei lettori più maturi rispetto alle serie mainstream della casa editrice.
Il rilancio della Vertigo viene però bocciato dalla nuova dirigenza della DC Entertainment al cui vertice (dal settembre 2018) vi è il nuovo presidente Pam Lifford. Nel 2019 viene quindi annunciata la chiusura dello storico imprint adducendo la necessità di un rebrand che rafforzi il logo DC e renda più comprensibile il target di età alla quale sono indirizzate la vasta tipologia dei fumetti della casa editrice. La linea Sandman Universe passa sotto l'imprint DC Black Label, etichetta che pubblica (dal 2018) le opere più mature e per lettori adulti della DC. A livello editoriale e creativo non vi sono sostanziali mutamenti in quanto l'executive editor della Black Label è lo stesso Mark Doyle al quale, solo pochi mesi prima era stata affidata la rinascita della Vertigo. Operazione che vedeva nei titoli di Gaiman un punto di partenza fondamentale per ritornare ai fasti dell'epoca dell'editor e co-fondatrice Karen Berger.

### Premessa narrativa
Daniel, il Signore dei Sogni, è scomparso e questo ha portato il caos nelle suo Reame onirico, causando una breccia tra i mondi. Questo porta un gruppo di ragazzini della Terra della Veglia (il nostro mondo quotidiano) a trovare un libro della Biblioteca di Lucien, questo narra una delle tante storie sognate o immaginate dall'uomo ma rimaste non-scritte. Come tutte le creazioni della nostra immaginazione non vanno perdute ma si materializzano in libri e manoscritti all'interno dell'infinita biblioteca della Terra dei Sogni. In questo luogo, in seguito all'apertura della fessura tra i mondi si materializza una casa denominata "House of Whispers" che si va a posizionare vicino alla "House of Secret and Mistery", presente da tempo immemore in questa dimensione. La proprietaria della nuova abitazione è un indovino dal nome Erzulie. Nel frattempo sulla Terra della Veglia Lucifer si trova imprigionato in un nuovo tipo di Inferno mentre a Londra un ragazzino di nome Timothy Hunter si vede nei suoi sogni come il più potente dei maghi del nostro piano d'esistenza, ma nei suoi incubi diviene il più potente Signore Oscuro delle forze del male.
Questo è il prologo che viene poi sviluppato nelle quattro serie regolari dell'Universo di Sandman.
- Nella serie The Dreaming si assiste alle ripercussioni negative dell'abbandono della Terra dei Sogni da parte del suo legittimo Lord. Vi sono infatti una serie di crimini e calamità che vengono narrate attraverso gli occhi di coloro che gli sono stati più vicini. Tra questi vi sono Lucien il Bibliotecario, Matthew il Corvo e Dora, un mostro senza più memoria. Mentre tentano di riporta Dream sul suo trono devono affrontare minacce dall'interno del Regno, Usurpatori e tentativi di invasioni dai reami esterni.

- La serie House of Whispers è una novità per l'universo narrativo di Gaiman[9]. Conosciuta anche come House of Dahomey, si tratta di una casa galleggiante che appartiene a Erzulie Frieda ed è un luogo situato in una dimensione magica[9]. Qui si recano gli spiriti dei praticanti vodoo per chiedere alla loro Dea di realizzare desideri o per ottenere divinazioni sul loro futuro[9]. Quando si arriva a bordo ci si trova sempre in un party a base di musica, personaggi bizzarri e pesce fritto[9]. Sulla terra (la nostra dimensione) quattro ragazze usano il "Libro dei Sospiri" per evocare un potente incantesimo. Questo rischia però di scatenare una pandemia come non si è mai vista prima e di risvegliare un Lord oscuro dal nome Sopona[9]. Erzulie se ne accorge ma Il contraccolpo metapsichico dell'incantesimo fa precipitare la sua dimora, la "House of Whispers" (o Casa dei Sospiri) nel Regno dei Sogni (denominato anche The Dreaming in originale). Questa si colloca vicino alla House of Secrets and Mistery custodita dai due fratelli Caino e Abele[9].

- Nella nuova serie dedicata a Lucifer si assiste alla nuova condizione del Portatore di Luce che molto credono svanito o mai esistito sul piano mortale. In realtà si ritrova in un corpo umano debole e malato vivendo come un emarginato dalla società, senza memoria di come si sia ridotto in quella condizione, la più infernale che abbia mai vissuto.

- La quarta serie è la nuova incarnazione della storica serie The Books of Magic con protagonista l'apprendista mago Timothy Hunter, destinato a diventare il più potente Signore delle Arti Magiche dell'intero universo. Per ora vive ancora a Londra e non riesce neppure a fermare il bullismo di cui è vittima a scuola. C'è inoltre una setta di occultisti che vuole ucciderlo in quanto crede che il suo potere arriverà a corrompere la sua anima rendendolo un Mago oscuro e spietato, ipotesi tutt'altro che infondata.

### Secondo Anno (2019-2020)
Il secondo anno di vita del Sandman Universe si apre con il passaggio dei quattro titoli pubblicati all'imprint DC Black Label. Dalla copertina scompare quindi il logo Vertigo e viene sostituito dal logo DC nero che contraddistingue la nuova etichetta. Il cambiamento avviene con The Dreaming dal n.14 (2 ottobre 2019), House of Whispers dal n.14 (9 ottobre 2019) Lucifer dal n.13 (16 ottobre 2019), Book Of Magic dal n.13 (23 ottobre 2019). I titoli ,mantengono gli stessi team creativi e proseguono con le storyline in corso.
La novità che segna l'inizio di questo nuovo ciclo è il lancio di una nuova serie regolare su John Constantine per il Sandman Universe, preceduta da un albo unico dal titolo: The Sandman Universe Presents: Hellblazer. L'albo viene distribuito il 30 ottobre 2019 e viene presentato dalla DC con la tagline:«Il secondo anno del Sandman Universe comincia con il tanto atteso arrivo (/ritorno) di uno dei più iconici personaggi DC...John Constantine, Hellblazer!». Da notare che il celebre mago e indagatore dell'occulto non aveva mai abbandonato le pubblicazioni DC ma a partire dal 2013 non veniva più pubblicato per la Vertigo di cui è stato la serie più longeva. All'interno del reboot dell'intero Universo DC, denominato The New 52, Constantine viene ricollocato all'interno delle serie canoniche della casa editrice. Gli viene dedicata una serie regolare, non più indirizzata a lettori maturi e diviene un componente di una nuova Lega della Giustizia denominata Justice League Dark. Pur mantenendo diverse delle sue peculiarità, il personaggio è inserito all'interno di un contesto narrativo che deve essere adatto anche ad un pubblico adolescente e quindi le sue storie perdono la possibilità raffigurare violenza, linguaggio esplicito e tematiche che potrebbero risultare blasfeme o not politically correct . Mark Doyle e Neil Gaiman credono sia il momento di riportare il personaggio alle sue origini, così come concepito da Alan Moore e sviluppato dalla Vertigo a partire dal 1993. La nuova serie regolare, John Constantine: Hellblazer, esordisce il 27 novembre 2019 e viene annunciata dal catalogo ufficiale DC Previews come: «The original Constantine is back...», testi di Si Spurrier e disegni di Aaron Campbell. Neil Gaiman decide di non tener conto di quanto accaduto nelle 2 serie regolari pubblicate tra il 2013 e il 2016 durante il periodo denominato The New 52 e suggerisce di riproporre il personaggio come se fosse svanito per anni, per poi riapparire dando l'impressione di aver vinto anche la morte. Il presupposto è un avvenimento narrato da Gaiman nel 1990 sulla miniserie The Books of Magic quando durante una possibile guerra futura tra maghi, una versione distorta e malvagia di Timothy Hunter uccide un logorato e vecchio Constantine. Questo futuro è stato apparentemente scongiurato e John si ritrova ad avere una seconda possibilità ma è consapevole delle forze che tramano nell'ombra per il controllo delle arti arcane.

## Opere
- The Sandman Universe n.1 (albo unico), storia e testi di Neil Gaiman, Si Spurrier, Nalo Hopkinson, Kat Howard, Dan Watters - disegni di Bilquis Evely, Dominike "Domo" Stanton, Tom Fowler, Max Fiumara, Sebastian Fiumara, 8 agosto 2018.
- The Dreaming dal n.1 (serie regolare), Simon Spurrier (testi) - Bilquis Evely (disegni), 5 settembre -in corso.
- House of Whispers dal n.1 (serie regolare), Nalo Hopkinson (testi) - Dominike "Domo" Stanton (disegni), 12 settembre 2018 -in corso.
- Lucifer dal n.1 (serie regolare), Dan Watters (testi) - Max Fiumara e Sebastian Fiumara (disegni), 17 ottobre 2018 -in corso.
- The Books of Magic dal n.1 (serie regolare), Kat Howard (testi) - Tom Fowler (disegni), 24 ottobre 2018 -in corso.
- The Sandman Universe Presents: Hellblazer n.1, Si Spurrier (testi) - Marcio Takara (disegni), albo unico, 30 ottobre 2019.
- John Constantine: Hellblazer dal n.1, Si Spurrier (testi) - Aaron Campbell (disegni), serie regolare, 27 novembre 2019 -in corso.